# 세타역 (시가현)
세타역(일본어: 瀬田駅, せたえき 세타에키[*])은 일본 시가현 오쓰시에 위치한 서일본 여객철도의 역이다.

## 역 구조
섬식 승강장으로 2면 4선을 가진 지상역이다. 역사는 고가 형태로 지어져 있다. 어번 네트워크의 일부로 이코카의 이용이 가능하다.
| 1 | ■ 비와코 선 (하행 외측선) | 교토・오사카 방면 (일부만)             |
| 2 | ■비와코 선 (하행 내측선)  | 교토・오사카 방면                      |
| 3 | ■비와코 선 (상행 내측선)  | 구사쓰・마이바라                       |
| 4 | ■비와코 선 (상행 외측선)  | 구사쓰・기부카와 방면 (구사쓰 선 직통) |

외측선에 정차하는 열차는 구사쓰 선 직통 열차 (일부 제외)뿐이다. 내측선·외측선들에 통과 열차 (신쾌속이나 특급 등)가 존재한다.

## 승차량 변동
| 회사      | 승차 인원 | 승차 인원 | 승차 인원 | 승차 인원 | 승차 인원 | 승차 인원 | 승차 인원 | 승차 인원 | 주 석 |
| 회사      | 1993년    | 1994년    | 1995년    | 1996년    | 1997년    | 1998년    | 1999년    | 2000년    | 주 석 |
| --------- | --------- | --------- | --------- | --------- | --------- | --------- | --------- | --------- | ----- |
| JR 서일본 | 18207     | 17323     | 16013     | 16594     | 16539     | 16599     | 16214     | 16216     | [ 1 ] |
| 회사      | 2001년    | 2002년    | 2003년    | 2004년    | 2005년    | 2006년    | 2007년    | 2008년    |       |
| JR 서일본 | 16183     | 15909     | 16254     | 16598     | 16646     | 17148     | 17279     | 17484     | [ 1 ] |

## 역사
- 1969년 8월 12일: 도카이도 선의 복복선화와 동시에 일본국유철도의 역으로서 구사쓰 역 ~ 이시야마역 사이에 신설.
- 1987년 4월 1일: 소속이 서일본 여객철도로 변경되었다.
- 2003년 11월 1일: 이코카 사용이 개시되었다.

## 인접정차역
| 서일본 여객철도 도카이도 본선 | 서일본 여객철도 도카이도 본선 | 서일본 여객철도 도카이도 본선 |
| ----------------------------- | ----------------------------- | ----------------------------- |
| 미나미구사쓰 마이바라 방면    | ■ 비와코 선 보통              | 이시야마 히메지 방면          |